# Cocatedral de Sant Nicolau de Bari
L'església cocatedral de Sant Nicolau de Bari és una seu catedralícia de la diòcesi d'Oriola-Alacant i se situa a la plaça de l'Abat Penalva d'Alacant, País Valencià. L'any 1959 va ser elevada a cocatedral, compartint la seu catedralícia amb la catedral d'Oriola.

## Història
Va ser edificada sobre les restes d'una mesquita i se sap de l'existència d'una ermita ja al segle xiii, perquè va ser testimoni en 1265, quan Alacant encara formava part de Castella i sent rei Alfons X El Savi, de la reunió de Jaume I amb el bisbe de Barcelona, Arnau de Gurb, i personalitats eclesiàstiques alacantines per preparar la conquesta de Múrcia i reprimir la insurrecció musulmana. Quan a Alacant va sorgir aquesta nova parròquia al raval cristià, fou qualificada com a església Novella de Fora (Nova de Fora) en contraposició a la de Santa Maria.
En 1596 Clement VIII li va donar el títol de colegiata, tot i que fins al 1600 no es va fer efectiu, mentre que Joan XXIII, el 9 de març de 1959, la va elevar a cocatedral.
Amb un aspecte sobri a l'exterior i construïda en estil renaixentista herrerià, la seua edificació es dugué a terme entre 1616 i 1738, encara que el seu claustre reformat, més antic, data del segle xv i va ser construït originalment en estil gòtic.

## Arquitectura
El seu aspecte exterior és de marcada sobrietat, dins d'un estil entre un renaixement tardà i un barroc desornamentat. Els plànols per a la seua construcció els donà Agustín Bernardino, deixeble de Herrera, aquest temple conservava traces del claustre anterior, del segle xv i que pertanyia a la primera església construïda sobre la mesquita, però que també fou reformat.
El seu interior és ampli, amb una gran cúpula de 45 metres d'alçada decorada amb cassetons. També destaca la capella de la Comunió, de planta de creu grega, amb eixida directa al carrer i al claustre a través de portades d'estil barroc profusament ornamentat, igual que la capella, obra mestra del barroc valencià, atribuïda a Joan Baptista Borja; a més de la capella de sant Nicolau, patró de la ciutat, de 1676, obra de Juan de Villanueva i ubicada al centre de l'absis.
El temple segueix els esquemes de les noves tipologies derivades del Concili de Trento, i té una planta de creu llatina amb els braços del creuer poc desenvolupats, capelles entre contraforts i una gran capçalera amb girola. Destaca que la planta es duplica al segon pis, tret que fa augmentar la seua altura, i que a més es va imitar en altres església com ocorregué a Elx.
A més, existeixen altres dependències al voltant de la cocatedral, una avantsagristia, sagristia, sala capitular i un claustre quadrat d'una altura. A la part baixa se situa el bust-reliquiari de l'alacantina Santa Felicitas (segle xv) i els dos copatrons, sant Roc i sant Francesc Xavier als costats.
Del seu patrimoni moble destaca, el Retaule de les Ànimes (1574) de Nicolau Borràs, la talla del Crist de la Bona Mort, de Nicolau de Bussi, s. xvii, i un baldaquí italià de marbre i jaspis portat a l'església el 1688.

## Galeria d'imatges

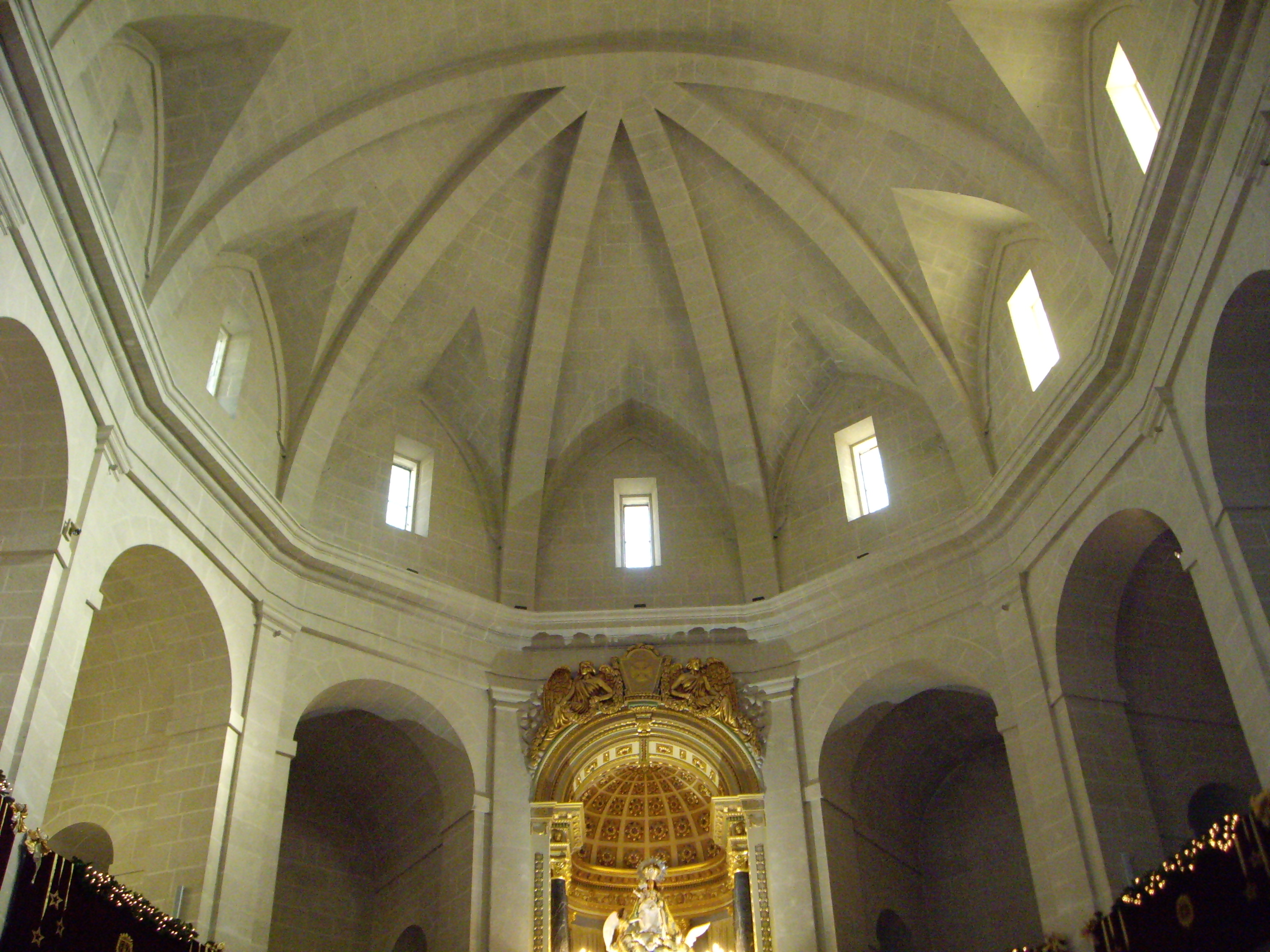
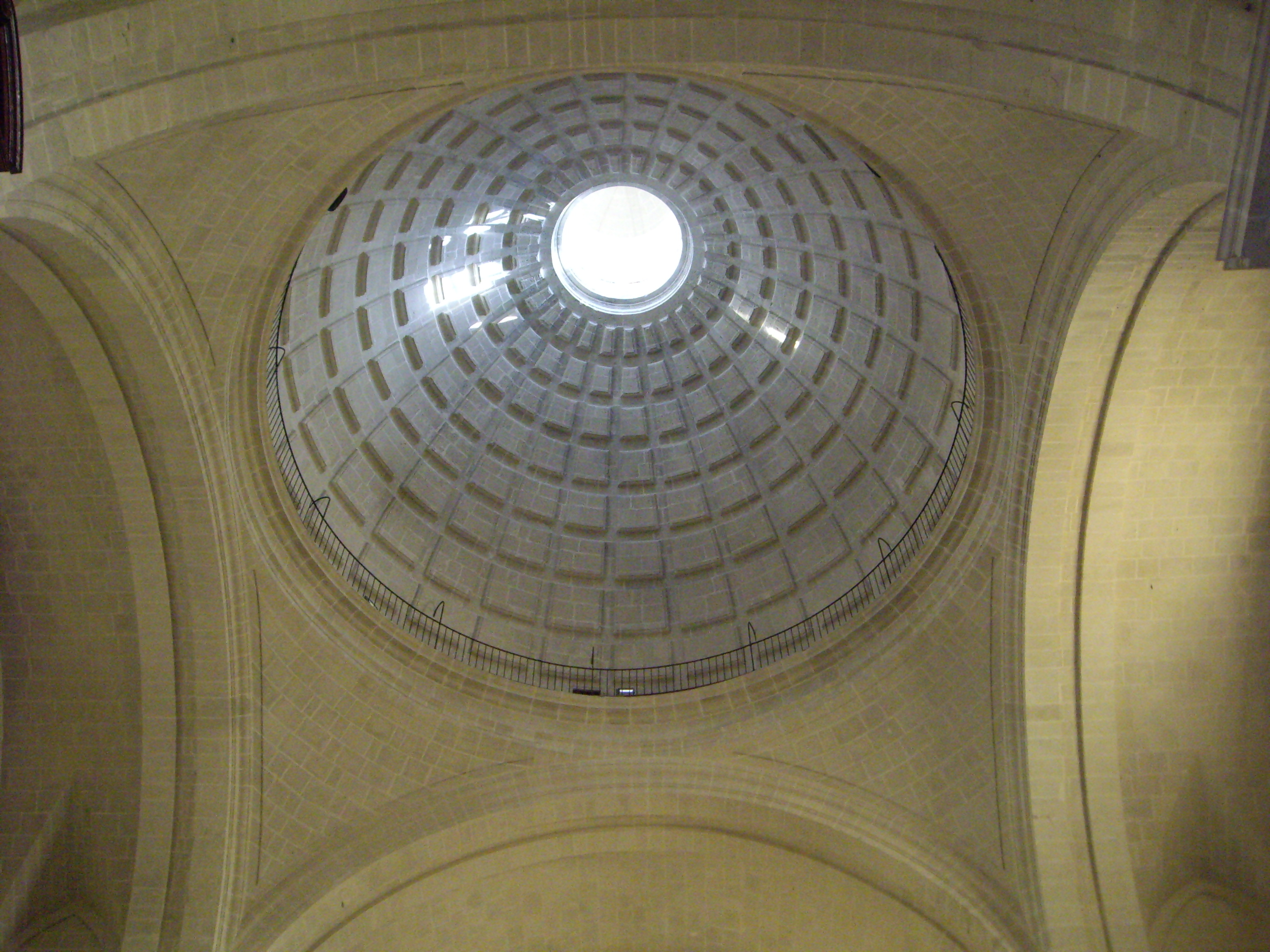
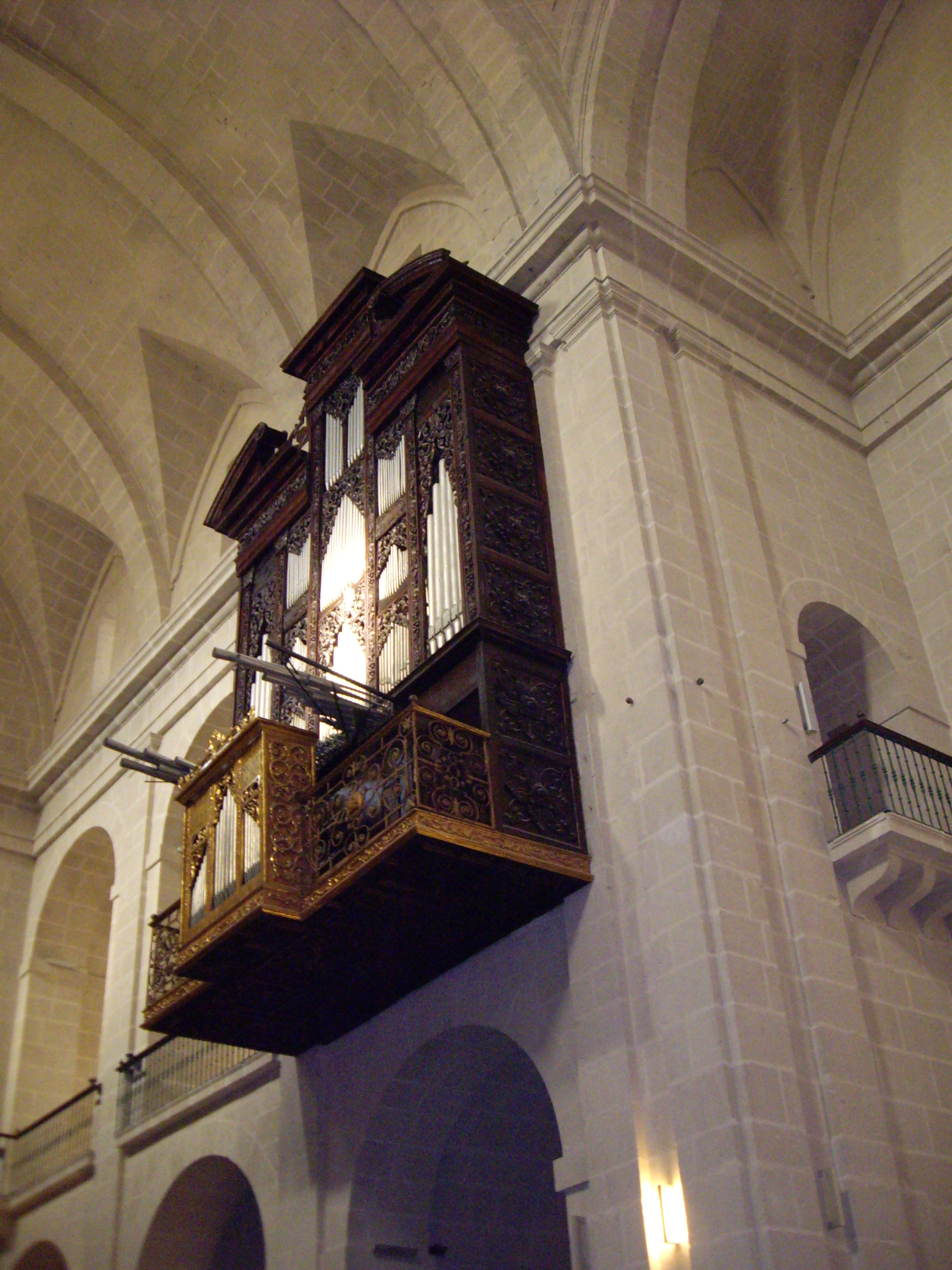
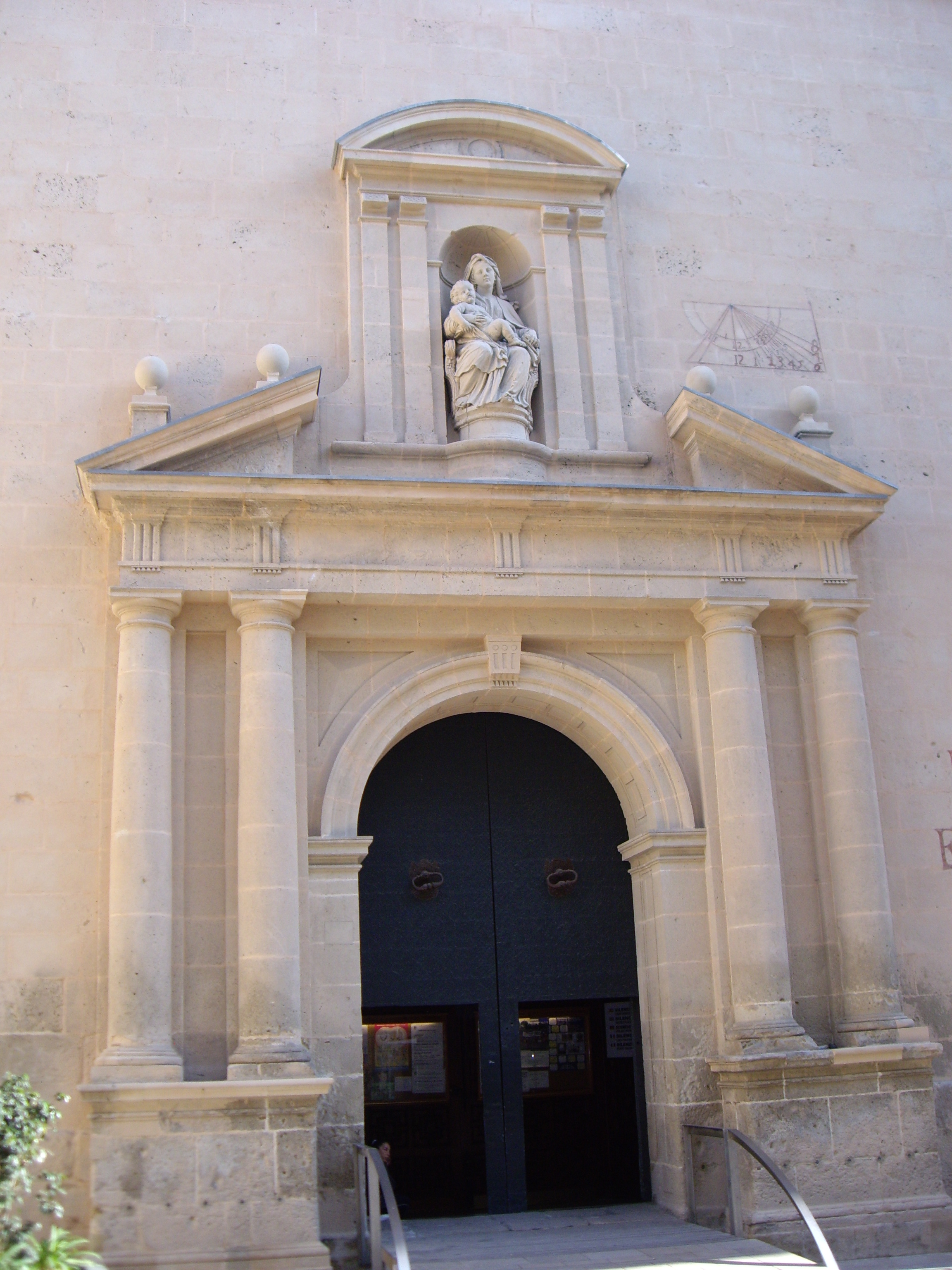